# Alô Juca
Alô Juca é um programa jornalístico brasileiro com o formato de jornalismo policial local produzido e exibido pela TV Aratu, afiliada ao SBT. Vai ao ar de segunda a sexta, às 11h, após o Primeiro Impacto. É apresentado por Marcelo Castro. Seu conteúdo é composto majoritariamente por cobertura policial, mas também inclui notícias locais e prestação de serviço. É vice-líder de audiência no horário. 
O programa foi criado com o objetivo de alavancar a audiência da TV Aratu no horário do almoço. A contratação de Marcelo Castro gerou polêmica devido ao fato de que ele havia sido demitido da Record Bahia sendo acusado de ser um dos envolvidos no escândalo do Pix na emissora em 2023, e de que a chegada dele aconteceu no mesmo momento da demissão da jornalista Silvana Freire, então apresentadora do telejornal matinal Bom Dia Bahia.
Na estreia, em 15 de abril de 2024, o Alô Juca ampliou em 263% a audiência da afiliada do SBT, que era derrotada diariamente pela Band Bahia na hora do almoço, quando exibia o telejornal Que Venha o Povo. Apesar de inicialmente se manter em terceiro lugar na média, o programa passou a derrotar costumeiramente a Record Bahia no horário entre 11h15 e 12h e a ameaçar a vice-liderança da concorrente no horário completo, até se consolidar no segundo lugar em dezembro.

## História

### Antecedentes
Desde a estreia de uma nova programação diária na TV Aratu, em 17 de abril de 2023, a afiliada do SBT sofria com problemas de audiência, causados pela mudança de posicionamento da emissora através da campanha "A gente muda por você". As alterações, capitaneadas pelo superintendente João Gomes e pelo gerente de conteúdo Glauber Mateus (ambos com passagens da TV Bahia, afiliada à TV Globo), buscavam diminuir a cobertura policial na emissora, substituindo-a por um conteúdo jornalístico mais leve.
Indo de encontro ao tipo de conteúdo com o qual estava acostumado o público habitual da emissora (popular), os programas ampliaram a distância entre a TV Aratu e a RecordTV Itapoan e colocaram a emissora na disputa pelo terceiro lugar com a Band Bahia. A situação piorava no horário do almoço, quando era exibido o Que Venha o Povo contra o concorrente Jogo Aberto Bahia, e o Universo, que chegava a ter índices próximos ao traço de audiência.
Após quase um ano de resultados pífios na medição do Kantar IBOPE Media, a diretoria da TV Aratu decidiu que alteraria radicalmente o posicionamento da estação. As mudanças se iniciaram em 22 de fevereiro, quando foi anunciada a saída de João Gomes após pouco mais de um ano. Em 28 de março, foram demitidas a âncora Silvana Freire e a editora Telma Verçosa, que atuavam há menos de um ano no telejornal matinal Bom Dia Bahia, programa que também sofria com baixos índices de audiência.
A partir da demissão, começaram a circular rumores de que o canal 4 contrataria a equipe do portal de notícias Alô Juca, composta pelo repórter Marcelo Castro, pela esposa e jornalista Dani Mazzei e pelo jornalista Jamerson Oliveira. A informação causou polêmica na mídia baiana e nacional, já que os profissionais haviam sido demitidos da Record Bahia sob acusação de envolvimento no escândalo de desvio de doações que eram feitas por telespectadores do programa Balanço Geral BA, apresentado por José Eduardo, do qual Marcelo era repórter e Jamerson era editor-chefe. Em 20 de junho de 2023, Marcelo e Jamerson haviam sido indiciados junto com uma terceira pessoa responsável, e deverão responder por estelionato, lavagem de dinheiro e associação criminosa.

### Anúncio oficial e repercussão
Apesar da repercussão negativa, a TV Aratu manteve a contratação de Marcelo Castro e equipe. A partir de 1° de abril, a afiliada do SBT passou a divulgar o jornalístico através de outdoors com indiretas a apresentadores de estações concorrentes com o mote "o rei da rua está chegando", mas sem revelar os nomes do programa e do apresentador. Em 10 de abril, foi anunciada oficialmente a estreia do Alô Juca como um programa de TV, e chamadas passaram a ser exibidas nos intervalos comerciais da estação.
Em 12 de abril, a TV Aratu exibiu pela última vez após 16 anos o Que Venha o Povo, que teria a faixa ocupada pelo Alô Juca. Na despedida do programa, o veterano âncora Casemiro Neto anunciou que passaria a comandar o Bom Dia Bahia, garantindo que o matinal seguiria a sua "cartilha de jornalismo", com "ética, credibilidade, honestidade e respeito". A fala foi considerada por muitos como uma indireta a Marcelo, que viria a se mostrar incomodado com o posicionamento do colega de emissora na semana seguinte, dizendo em um podcast que o seu antecessor no horário "falou besteira".

### Após a estreia
O Alô Juca foi ao ar pela primeira vez em 15 de abril de 2024. Na edição de estreia, apresentando um formato semelhante a jornalísticos como Na Mira (antigo jornalístico policial da TV Aratu) e Se Liga Bocão (antigo policialesco da Record Bahia que teve início na afiliada do SBT), conquistou índices considerados expressivos para a TV Aratu, chegando a encostar no Balanço Geral BA e a conquistar a vice-liderança isolada contra a revista eletrônica Hoje em Dia, da Record. O aumento na audiência do horário foi de 263%.
Um dia após a estreia, circulou nas redes sociais uma suposta ameaça de morte a Marcelo Castro. Os boatos davam conta de que a mensagem teria sido divulgada por integrantes de uma facção criminosa devido a uma reportagem exibida na primeira edição do Alô Juca, na qual Marcelo adentrou uma localidade comandada pelo Comando Vermelho no Rio de Janeiro para apurar as buscas por um dos líderes do tráfico em Salvador. No programa de 17 de abril, o apresentador afirmou que tinha provas de que a ameaça não era verdadeira, e que abriria um processo contra o autor da mensagem.
Já consolidado na vice-liderança entre 11h15 e 12h, o Alô Juca obteve um novo recorde de audiência em 1° de julho, com a cobertura das negociações para liberar uma família feita refém no bairro da Cidade Nova. O programa conseguiu picos de liderança contra o Mais Você, exibido pela TV Bahia, e chegou a manter a a primeira colocação durante 7 minutos após o início do Bahia Meio Dia, telejornal líder de audiência no horário, deixando a Record Bahia em terceiro lugar.
Em 23 de agosto, um dia após ser revelada a quebra do sigilo do processo do escândalo do Pix e José Eduardo fazer um desabafo contra Marcelo Castro e Jamerson Oliveira no Balanço Geral BA, afirmando que os dois teriam o "traído", o apresentador da TV Aratu utilizou o Alô Juca para responder. Durante o programa, Marcelo ameaçou revelar o conteúdo de uma fita que teria o registro de uma chamada telefônica onde José Eduardo supostamente tentava chantagear e extorquir um empresário em dezembro de 2007. Nunca esclarecido, o caso foi apontado pela imprensa baiana à época como o estopim para que "Bocão" fosse demitido da TV Aratu e o Se Liga Bocão migrasse para a TV Itapoan. Foi a primeira vez em que o programa venceu a Record Bahia na média de audiência completa.
Em 11 de outubro de 2024, a forte concorrência provocada pelo Alô Juca foi apontada como a motivação para a demissão da chefe de redação da Record Bahia, Daiane Lima. O desligamento teria relação com a desconsideração, pela profissional, do caso do desaparecimento de Helmarta Luz, conhecida como "Martinha", que levou o programa de Marcelo Castro novamente à vice-liderança absoluta de audiência no horário, fazendo a TV Aratu vencer inclusive o confronto direto com o Balanço Geral BA, apresentado por José Eduardo.
Em 1° de novembro de 2024, a proximidade de consolidação do Alô Juca na vice-liderança causou uma nova mudança no comando do jornalismo da Record Bahia. O diretor de jornalismo Leonardo Habib deixou a emissora para assumir outra estação própria da Record, e para ocupar o cargo, o canal 5 de Salvador contratou Glauber Mateus, até então gerente de conteúdo da afiliada do SBT. O principal objetivo de Glauber na condução da emissora é recuperar o público perdido pelo Balanço Geral BA para o programa apresentado por Marcelo Castro.
Após uma nova mudança na grade do SBT em 18 de novembro, o Alô Juca passou a começar mais cedo, às 11h. A alteração de horário deu mais fôlego de audiência ao policialesco, que após a ampliação do tempo de disputa contra a programação nacional das concorrentes, chegou a fechar em primeiro lugar na média em alguns dias. Em dezembro, a atração consolidou-se na vice-liderança, tomando a posição da Record Bahia e emplacando vitórias frequentes contra o Balanço Geral BA.
Em 10 de março, o Alô Juca é novamente estendido e passa a ser exibido até 13h45, ocupando o horário do Universo, que derrubava a audiência deixada pelo programa de Marcelo Castro e rebaixava a TV Aratu da vice-liderança para o terceiro lugar. No mesmo dia, durante o policialesco, a emissora passa a dispor, pela primeira vez em sua história, de um helicóptero para uso em coberturas jornalísticas.
Em 24 de abril de 2025, a TH+ SBT Vale, afiliada do SBT em São José dos Campos, interior de São Paulo, anunciou a estreia da primeira versão local do Alô Juca. O programa, chamado de Alô Vale, estreou em 5 de maio, e leva o mesmo grafismo criado em Salvador pela TV Aratu, mas um formato diferente, que também inclui, além do noticiário policial, utilidade pública, fofocas e variedades.
Em 13 de junho, em meio à queda de audiência causada pela concorrência do Alô Juca, a Record anunciou a saída de José Eduardo do quadro de apresentadores da Record Bahia após 17 anos. A decisão aconteceu pouco após outra mudança no horário do Balanço Geral BA, desta vez para 10h55, que não ajudou a emissora a sair do terceiro lugar durante o confronto com o programa da TV Aratu.
Em 25 de junho, o Alô Juca e a TV Aratu foram alvos de uma nota de repúdio por parte do Sindicato dos Jornalistas da Bahia, devido à exibição ao vivo, no dia 19 de junho, de falas de Marcelo Castro que davam a entender que o cinegrafista do motolink Gessé estaria armado e preparado para trocar tiro com um suspeito de assalto. O episódio teve grande repercussão a nível nacional.
Para o SINJORBA, com a situação, a emissora "coloca o jornalismo em xeque, ao pisotear suas bases, ajudando a destruir seu papel na construção da cidadania e de uma sociedade mais moderna e avançada". A nota ainda fez críticas à linha editorial do programa, afirmando que a afiliada do SBT "desistiu do jornalismo e trilhou um caminho tortuoso que ignora o dano de crimes e criminosos à sociedade, preferindo o ganho fácil que a cobertura sensacionalista pode lhe conferir".